# 長居公園東筋
長居公園東筋（ながいこうえんひがしすじ）とは、大阪市内を南北に走る道路の一つ。

## 概要
区間は大阪市東住吉区の北田辺6丁目交叉点から大和川を渡った同区矢田7丁目（松原市との市境）までで、その名の通り長居公園の東辺を走る。全線が片側2車線の計4車線道路で、大阪府道26号大阪狭山線の一部にあたる。
疎開道路（大阪市道〈主要地方道〉上新庄生野線の一部）と連結して玉津方面まで延伸すべく、長らく林寺2丁目・北田辺6丁目間は用地買収と建築物の取り壊しが進行中であったが、2020年6月末に開通した。

## 沿線情報
東住吉区
- 田辺駅
- 田辺小学校
- 東住吉区役所
- 東住吉警察署
- 長居公園
- 大阪市ゆとり健康創造館（ラスパOSAKA）

## 接続するおもな道
東住吉区
- 松虫通 - 北田辺六丁目交叉点
- 南港通（大阪府道5号大阪港八尾線） - 区役所前交叉点
- 長居公園通（国道479号・内環状線） - 長居公園東交叉点